# МиГ-41
МиГ-41 — проект истребителя-перехватчика шестого поколения, разрабатываемый в России в рамках программы ПАК ДП (перспективный авиационный комплекс дальнего перехвата). Разрабатывается самолётостроительной компанией «МиГ» под эгидой Объединённой авиастроительной корпорации (ОАК). МиГ-41 призван заменить старый истребитель-перехватчик  МиГ-31, который был принят на вооружение в 1981 году (первый полёт совершил в 1975 году).

## История создания
В июне 2019 года директор РСК «МиГ» Илья Тарасенко заявил, что облик перспективного самолёта будет сформирован до конца года.
В январе 2021 года сообщалось, что проектирование самолёта вышло на стадию опытно-конструкторских работ.

## Тактико-технические характеристики
МиГ-41, как утверждает разработчик, будет способен развивать скорость до 7350.264 км/ч и выполнять задачи в суровых условиях в Арктике, а также в Ближнем космосе. Наряду с пилотируемым вариантом этого самолёта также рассматривается создание и беспилотной версии. В интервью Russia Today в рамках международного военно-технического форума «Армия-2017» генеральный директор АО «РСК МиГ» Илья Тарасенко заявил, что скорость истребителя-перехватчика будет достигать M=4—4,3. Предполагается, что самолёт будет создан с применением новых технологий малозаметности и иметь очень большой радиус перехвата.

### Боевые возможности
На момент разработки планировалось, что МиГ-41 будет в состоянии уничтожать спутники в ближнем космосе и развивать скорость до 5 Махов.
В 2020 году российские СМИ сообщили, что для МиГ-41 создают «Многофункциональный ракетный комплекс дальнего перехвата» (МФРК ДП), главной задачей которого будет борьба с гиперзвуковым оружием.
Боевая часть МФРК ДП получит несколько управляемых ракет класса «воздух-воздух», которые будут доставляться в район предполагаемого нахождения угрозы с помощью скоростного боеприпаса. После выхода в указанный район, суббоеприпасы должны отделиться от ракеты-носителя и начать поиск воздушных целей.